# 悪魔のシスター
『悪魔のシスター』（原題：Sisters）は、1972年制作のアメリカ合衆国のスリラー映画。
シャム双生児を題材としたサイコスリラー映画。監督・原案・脚本ブライアン・デ・パルマ。2006年に『シスターズ』としてリメイクされた。
2024年1月19日、日本でデジタルリマスター版がリバイバル公開された。

## あらすじ

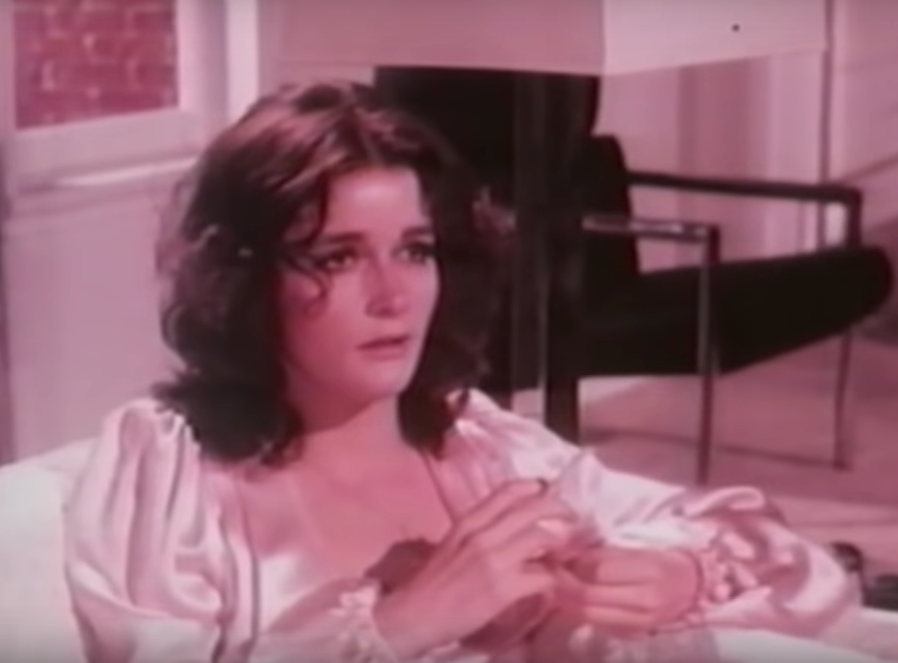
マーゴット・キダー

ニューヨーク郊外のスタテン島にあるアパートで暮らす記者のグレースはある夜、向かいのマンションで黒人青年が惨殺される現場を目撃する。すぐに警察に通報したグレースであったが、不思議なことに惨劇の跡は何もなく、警察からは彼女の白昼夢として処理されてしまう。
だが、確かに殺人事件を目撃したグレースは、敏腕私立探偵のジョセフの協力を得てこの怪事件の調査に乗り出す。現場のマンションに暮らすファションモデルの女性ダニエルに狙いを定めて調査を進めた2人は、彼女にまつわる戦慄の秘密を知る。
実はダニエルは、元々シャム双生児として生まれ、切り離し手術を受けたのだが、その際に双子の妹ドミニクが死亡していた。だが、ドミニクの意識がダニエルに乗り移っており、グレースが目撃した例の凶行は、ドミニクによって感情を支配されたダニエルの仕業だったことが判明する。

## キャスト
- ダニエル・ブルトン：マーゴット・キダー
- グレース・コリアー：ジェニファー・ソルト
- ジョセフ・ラーチ：チャールズ・ダーニング
- エミール・ブルトン：ウィリアム・フィンレイ
- フィリップ：ライスル・ウィルソン
- バーナード・ヒューズ
- メアリー・ダヴェンポート
- ドルフ・スウィート
- オリンピア・デュカキス（クレジットなし）